# Alemania en los Juegos Paralímpicos de Barcelona 1992
Alemania estuvo representada en los Juegos Paralímpicos de Barcelona 1992 por un total de 238 deportistas, 174 hombres y 64 mujeres.

## Medallistas
El equipo paralímpico alemán obtuvo las siguientes medallas:
| Nombre | Deporte                       | Evento                                                  |
| --- | ----------------------------- | ------------------------------------------------------- |
| Oro |                               |                                                         |
| Marianne Buggenhagen | Atletismo                     | Disco THW5 femenino                                     |
| Marianne Buggenhagen | Atletismo                     | Jabalina THW5 femenino                                  |
| Marianne Buggenhagen | Atletismo                     | Peso THW5 femenino                                      |
| Marianne Buggenhagen | Atletismo                     | Pentatlón PW3-4 femenino                                |
| Jessica Sachse | Atletismo                     | 100 m TS4 femenino                                      |
| Jessica Sachse | Atletismo                     | 200 m TS4 femenino                                      |
| Lily Anggreny | Atletismo                     | 5000 m TW3-4 femenino                                   |
| Martina Willing | Atletismo                     | Jabalina B1-3 femenino                                  |
| Peter Haber | Atletismo                     | 100 m C7 masculino                                      |
| Peter Haber | Atletismo                     | 200 m C7 masculino                                      |
| Peter Haber | Atletismo                     | 400 m C7 masculino                                      |
| Uwe Mehlmann | Atletismo                     | 200 m B3 masculino                                      |
| Markus Pilz | Atletismo                     | 400 m TW3-4 masculino                                   |
| Heinrich Köberle | Atletismo                     | Maratón TW1 masculino                                   |
| Horst Beyer | Atletismo                     | Disco THS2 masculino                                    |
| Siegmund Hegeholz | Atletismo                     | Jabalina B2 masculino                                   |
| Jörg Frischmann | Atletismo                     | Peso THS2 masculino                                     |
| Gunther Belitz | Atletismo                     | Salto de longitud J1 masculino                          |
| Roberto Simonazzi | Atletismo                     | Pentatlón PS3 masculino                                 |
| Robert Figl Guido Müller Markus Pilz Winfried Sigg | Atletismo                     | 4 × 100 m TW3-4 masculino                               |
| Thomas Beer | Ciclismo en ruta              | 5 km contrarreloj CP3 masculino                         |
| Frank Höfle | Ciclismo en ruta              | Ruta tándem clase abierta masculino                     |
| Esther Weber | Esgrima en silla de ruedas    | Espada individual 2 femenino                            |
| Wolfgang Kempf | Esgrima en silla de ruedas    | Sable individual 3-4 masculino                          |
| Bernd Vogel | Levantamiento de potencia     | –82,5 kg masculino                                      |
| Claudia Hengst | Natación                      | 50 m libre S10 femenino                                 |
| Claudia Hengst | Natación                      | 100 m libre S10 femenino                                |
| Claudia Hengst | Natación                      | 400 m libre S10 femenino                                |
| Claudia Hengst | Natación                      | 100 m mariposa S10 femenino                             |
| Britta Siegers | Natación                      | 100 m braza SB6-7 femenino                              |
| Britta Siegers | Natación                      | 100 m espalda S8 femenino                               |
| Britta Siegers | Natación                      | 200 m estilos SM8 femenino                              |
| Britta Siegers | Natación                      | 400 m libre S8 femenino                                 |
| Daniela Pohl | Natación                      | 50 m libre S7 femenino                                  |
| Daniela Pohl | Natación                      | 100 m libre S7 femenino                                 |
| Daniela Pohl | Natación                      | 100 m espalda S7 femenino                               |
| Beate Schretzmann | Natación                      | 50 m mariposa S6 femenino                               |
| Yvonne Hopf | Natación                      | 200 m estilos B3 femenino                               |
| Britta Siegers Daniela Sjoberg Beate Lobenstein Claudia Hengst | Natación                      | 4 × 100 m estilos S7-10 femenino                        |
| Bernd Eickemeyer | Natación                      | 100 m braza SB3 masculino                               |
| Matthias Schlubeck | Natación                      | 100 m braza SB6 masculino                               |
| Jochen Hahnengress | Natación                      | 100 m braza SB10 masculino                              |
| Geert Jährig | Natación                      | 100 m espalda S8 masculino                              |
| Holger Wölk | Natación                      | 100 m libre S9 masculino                                |
| Geert Jährig Detlef Schmidt Holger Wölk Jochen Hahnengress | Natación                      | 4 × 100 m estilos S7-10 masculino                       |
| Monika Sikora | Tenis de mesa                 | Individual 4 femenino                                   |
| Gisela Roosen | Tenis de mesa                 | Individual 5 femenino                                   |
| Christiane Weninger | Tenis de mesa                 | Clase abierta 1-5 femenino                              |
| Monika Bartheidel Ruth Lamsbach | Tenis de mesa                 | Equipo 3 femenino                                       |
| Thomas Kreidel | Tenis de mesa                 | Individual 4 masculino                                  |
| Rainer Schmidt | Tenis de mesa                 | Individual 6 masculino                                  |
| Michael Gerke | Tenis de mesa                 | Individual 10 masculino                                 |
| Thomas Kreidel Karl-Heinz Weber | Tenis de mesa                 | Equipo 5 masculino                                      |
| Michael Gerke Marcus Vahle C. Windecker | Tenis de mesa                 | Equipo 10 masculino                                     |
| Siegmar Henker | Tiro                          | Rifle de aire 3 × 40 m SH3 mixto                        |
| Siegmar Henker | Tiro                          | Olympic Match SH3 mixto                                 |
| Aloys Schneider | Tiro                          | Rifle de aire de pie SH1 masculino                      |
| Aloys Schneider | Tiro                          | English Match SH1-3 mixto                               |
| Johann Brunner | Tiro                          | Rifle de aire 3 × 40 m SH2 mixto                        |
| Karl Bahls Hermann Nortmann Udo Wolf | Tiro con arco                 | Equipo AR2 masculino                                    |
| Rudolf Durrer Josef Giebel Pavo Grgic Bernd Heinrich Andreas Johann Stefan Kaiser Manfred Kohl Oliver Müller Bernard Schmidl Rudolf Schwietering Elmar Sommer Josef Weissenfels        | Voleibol de pie               | Torneo masculino                                        |
| Plata |                               |                                                         |
| Claudia Meier | Atletismo                     | 400 m B2 femenino                                       |
| Claudia Meier | Atletismo                     | 800 m B2 femenino                                       |
| Claudia Meier | Atletismo                     | 1500 m B2 femenino                                      |
| Claudia Meier | Atletismo                     | 3000 m B2 femenino                                      |
| Cornelia Teubner | Atletismo                     | 100 m C5-6 femenino                                     |
| Lily Anggreny | Atletismo                     | 10 000 m TW3-4 femenino                                 |
| Martina Willing | Atletismo                     | Disco B1 femenino                                       |
| Anette Burger | Atletismo                     | Salto de longitud B1 femenino                           |
| Hans Lubbering | Atletismo                     | 100 m TW1 masculino                                     |
| Hans Lubbering | Atletismo                     | 400 m TW1 masculino                                     |
| Johann Kastner | Atletismo                     | 800 m TW2 masculino                                     |
| Johann Kastner | Atletismo                     | 5000 m TW2 masculino                                    |
| Uwe Mehlmann | Atletismo                     | 100 m B3 masculino                                      |
| Ingo Geffers | Atletismo                     | 200 m B2 masculino                                      |
| Markus Pilz | Atletismo                     | 5000 m TW3-4 masculino                                  |
| Siegmund Turteltaube | Atletismo                     | Disco B1 masculino                                      |
| Jörg Frischmann | Atletismo                     | Jabalina THS2 masculino                                 |
| Detlef Eckert | Atletismo                     | Peso THS2 masculino                                     |
| Peter Haber | Atletismo                     | Salto de longitud C7-8 masculino                        |
| Tamer Artan Georg Beschler Wolfgang Hollhorst Jürgen Julius Abdulgazi Karaman Armin Kinzelmann Paul Kuhnreich Frank Michael Manfred Mikschy Horst Rodig Thomas Schafer Hans Schumacher | Baloncesto en silla de ruedas | Torneo masculino                                        |
| Wilfried Lipinski | Esgrima en silla de ruedas    | Espada individual 3-4 masculino                         |
| Uwe Bartmann Dieter Leicht Wilfried Lipinski Udo Schwarz | Esgrima en silla de ruedas    | Espada por equipos masculino                            |
| Uwe Bartmann Wolfgang Kempf Wilfried Lipinski Günter Spieß | Esgrima en silla de ruedas    | Sable por equipos masculino                             |
| Yvonne Hopf | Natación                      | 50 m libre B3 femenino                                  |
| Yvonne Hopf | Natación                      | 100 m espalda B3 femenino                               |
| Britta Siegers | Natación                      | 50 m libre S8 femenino                                  |
| Britta Siegers | Natación                      | 100 m libre S8 femenino                                 |
| Claudia Hengst | Natación                      | 100 m espalda S10 femenino                              |
| Claudia Hengst | Natación                      | 200 m estilos SM10 femenino                             |
| Beate Lobenstein | Natación                      | 50 m libre S9 femenino                                  |
| Heidi Kopp | Natación                      | 100 m braza SB6-7 femenino                              |
| Lars Lürig | Natación                      | 50 m braza SB2 masculino                                |
| Holger Wölk | Natación                      | 100 m braza SB8 masculino                               |
| Stefan Löffler | Natación                      | 100 m braza SB10 masculino                              |
| Holger Kimmig | Natación                      | 100 m espalda S8 masculino                              |
| Detlef Schmidt | Natación                      | 100 m espalda S9 masculino                              |
| Holger Kimmig Holger Wölk Jochen Hahnengress Raimund Patzelt | Natación                      | 4 × 100 m libre S7-10 masculino                         |
| Monika Bartheidel | Tenis de mesa                 | Individual 3 femenino                                   |
| Christiane Weninger | Tenis de mesa                 | Individual 4 femenino                                   |
| Gisela Pohle Gisela Roosen Monika Sikora Christiane Weninger | Tenis de mesa                 | Equipo 5 femenino                                       |
| Ralf Kirchhoff | Tenis de mesa                 | Individual 1 masculino                                  |
| Thomas Kurfeß | Tenis de mesa                 | Individual 7 masculino                                  |
| Manfred Knabe | Tenis de mesa                 | Individual 9 masculino                                  |
| Michael Gerke | Tenis de mesa                 | Clase abierta 6-10 masculino                            |
| Werner Dörr Rainer Kolb | Tenis de mesa                 | Equipo 3 masculino                                      |
| Rainer Schmidt Winfried Stelzner | Tenis de mesa                 | Equipo 6 masculino                                      |
| Kai Schramayer | Tenis en silla de ruedas      | Individual masculino                                    |
| Johann Brunner | Tiro                          | Rifle de aire de pie SH2 masculino                      |
| Johann Brunner | Tiro                          | Olympic Match SH2 mixto                                 |
| Johann Brunner | Tiro                          | Rifle libre 3 × 40 m SH1-2 mixto                        |
| Hermann Nortmann | Tiro con arco                 | Individual AR2 masculino                                |
| Bronce |                               |                                                         |
| Barbara Maier | Atletismo                     | 5000 m TW3-4 femenino                                   |
| Lily Anggreny | Atletismo                     | Maratón TW3-4 femenino                                  |
| Ilona Thomas | Atletismo                     | Disco B3 femenino                                       |
| Martina Willing | Atletismo                     | Peso B1 femenino                                        |
| Kerstin Gaedicke | Atletismo                     | Salto de longitud B1 femenino                           |
| Robert Figl | Atletismo                     | 100 m TW4 masculino                                     |
| Robert Figl | Atletismo                     | 200 m TW4 masculino                                     |
| Hubertus Brauner | Atletismo                     | Disco THW4 masculino                                    |
| Hubertus Brauner | Atletismo                     | Peso THW4 masculino                                     |
| Dirk Mimberg | Atletismo                     | Jabalina THS3 masculino                                 |
| Dirk Mimberg | Atletismo                     | Peso THS3 masculino                                     |
| Gunther Belitz | Atletismo                     | 100 m TS1 masculino                                     |
| Hans Lubbering | Atletismo                     | 200 m TW1 masculino                                     |
| Ingo Geffers | Atletismo                     | 400 m B2 masculino                                      |
| Heinrich Köberle | Atletismo                     | 5000 m TW1 masculino                                    |
| Markus Pilz | Atletismo                     | 10 000 m TW3-4 masculino                                |
| Roberto Simonazzi | Atletismo                     | Disco THS2 masculino                                    |
| Hubert Burschgens | Atletismo                     | Jabalina THS2 masculino                                 |
| Max Bergbauer | Atletismo                     | Peso THS4 masculino                                     |
| Olaf Mehlmann | Atletismo                     | Salto de altura B3 masculino                            |
| Uwe Mehlmann | Atletismo                     | Salto de longitud B3 masculino                          |
| Ulrich Striegel | Atletismo                     | Triple salto B3 masculino                               |
| Detlef Eckert | Atletismo                     | Pentatlón PS3 masculino                                 |
| Robert Figl Guido Müller Markus Pilz Winfried Sigg | Atletismo                     | 4 × 400 m TW3-4 masculino                               |
| Frank Höfle Manfred Fischer Hans-Jörg Furrer Friedhelm Welz | Ciclismo en ruta              | Contrarreloj tándem por equipos clase abierta masculino |
| Esther Weber | Esgrima en silla de ruedas    | Florete individual 2 femenino                           |
| Uwe Bartmann | Esgrima en silla de ruedas    | Espada individual 2 masculino                           |
| Wilfried Lipinski | Esgrima en silla de ruedas    | Sable individual 3-4 masculino                          |
| Uwe Bartmann Dieter Leicht Maximilian Miller Günter Spieß | Esgrima en silla de ruedas    | Florete por equipos masculino                           |
| Yvonne Hopf | Natación                      | 100 m libre B3 femenino                                 |
| Yvonne Hopf | Natación                      | 100 m mariposa B2-3 femenino                            |
| Beate Lobenstein | Natación                      | 100 m braza SB9 femenino                                |
| Beate Lobenstein | Natación                      | 200 m estilos SM9 femenino                              |
| Beate Schretzmann | Natación                      | 100 m braza SB6-7 femenino                              |
| Heidi Kopp | Natación                      | 200 m estilos SM8 femenino                              |
| Britta Siegers Daniela Sjoberg Beate Lobenstein Claudia Hengst | Natación                      | 4 × 100 m libre S7-10 femenino                          |
| Holger Kimmig | Natación                      | 50 m libre S8 masculino                                 |
| Holger Kimmig | Natación                      | 100 m libre S8 masculino                                |
| Holger Kimmig | Natación                      | 400 m libre S8 masculino                                |
| Jochen Hahnengress | Natación                      | 50 m libre S10 masculino                                |
| Jan-Marcin Miroslaw | Natación                      | 100 m braza SB8 masculino                               |
| Matthias Schlubeck | Natación                      | 100 m espalda S6 masculino                              |
| Ruth Lamsbach | Tenis de mesa                 | Individual 3 femenino                                   |
| Christa Gebhardt U. Lindgens-Strach | Tenis de mesa                 | Equipo 10 femenino                                      |
| Bruno Hassler | Tenis de mesa                 | Individual 2 masculino                                  |
| Jochen Wollmert | Tenis de mesa                 | Individual 7 masculino                                  |
| Werner Maissenbacher | Tenis de mesa                 | Individual 8 masculino                                  |
| Dieter Essbach Ralf Kirchhoff | Tenis de mesa                 | Equipo 1 masculino                                      |
| Bruno Hassler Helmut Sperling | Tenis de mesa                 | Equipo 2 masculino                                      |
| Günter Altenburg Winfried Huhn | Tenis de mesa                 | Equipo 4 masculino                                      |
| Florian Lechner Werner Maissenbacher Rainer Schmitt Jochen Wollmert | Tenis de mesa                 | Equipo 8 masculino                                      |
| Wolfgang Horsch Manfred Knabe Thomas Kurfeß Dieter Tollwerth | Tenis de mesa                 | Equipo 9 masculino                                      |
| Regina Isecke | Tenis en silla de ruedas      | Individual femenino                                     |
| Stefan Bitterauf Kai Schramayer | Tenis en silla de ruedas      | Dobles masculino                                        |
| Siegmar Henker | Tiro                          | Rifle de aire de pie SH1-3 mixto                        |
| Aloys Schneider | Tiro                          | Rifle libre 3 × 40 m SH1-2 mixto                        |
| Udo Wolf | Tiro con arco                 | Individual AR2 masculino                                |
| Steffen Barsch Rolf Elbrachter Jens Färber Jörg Gätje Robert Grylak Bert Jasper Michael Konrad Günther Krüger Siegmund Soicke Frank Spremberg Ferenc Stettner Joachim Wahl             | Voleibol sentado              | Torneo masculino                                        |
| Klaus Heyer | Yudo                          | –95 kg masculino                                        |